# Монтгомъри (окръг, Охайо)
Вижте пояснителната страница за други населени места с името Монтгомъри.
Монтгомъри (на английски: Montgomery County) е окръг в щата Охайо, Съединени американски щати.
Площта му е 1202 km², а населението - 559 062 души (2000). Административен център е град Дейтън.